# Réal mexicain
Pour les articles homonymes, voir Réal.
Le réal (pluriel : réaux) est la monnaie officielle du Mexique indépendant de 1821 à 1863. 
En 1857, la constitution mexicaine prévoit la création du peso mexicain décimal.
Les première frappes en monnaie décimale ont lieu en 1863, ce sont des  pièces de 1, 5, et 10 centavos.

## Histoire monétaire
Durant la guerre d'indépendance du Mexique (1810-1821), un désordre monétaire prend place. En réaction à l'invasion de l'Espagne par les armées napoléoniennes, dès le Grito de Dolores, de nombreux ateliers monétaires situés dans différentes régions du Mexique frappent des monnaies dites « insurgentes » à l'effigie de Ferdinand VII en réaction a son éviction par les Français. Après 1813, et après le départ des troupes françaises d'Espagne, les royalistes et les indépendantistes émirent de nombreuses monnaies.
De 1822  à 1823, durant le règne d'Agustín de Iturbide, le gouvernement central frappe des pièces en argent de ½ réal, et de 1, 2 et 8 réaux, et en or, de 4 et 8 escudos (32 et 64 réaux).
La pièce de 8 réaux est conforme au décret royal de juillet 1785, et pèse 27,0674 g à 902,7 millièmes d'argent pur. Ces monnaies portent à l'avers les mentions en latin « August Dei Prov » ou « Augustinus Dei Providentia ». Au revers, figure une représentation de l'Aigle royal (Aquila chrysaetos). 
En 1822-1823, Agustín se proclame empereur et fait imprimer des pesos impériaux sous la forme de billets, pour des montants de 1, 2 et 10 pesos, au nom de la Banco Imperial Mexicano de Emisión.

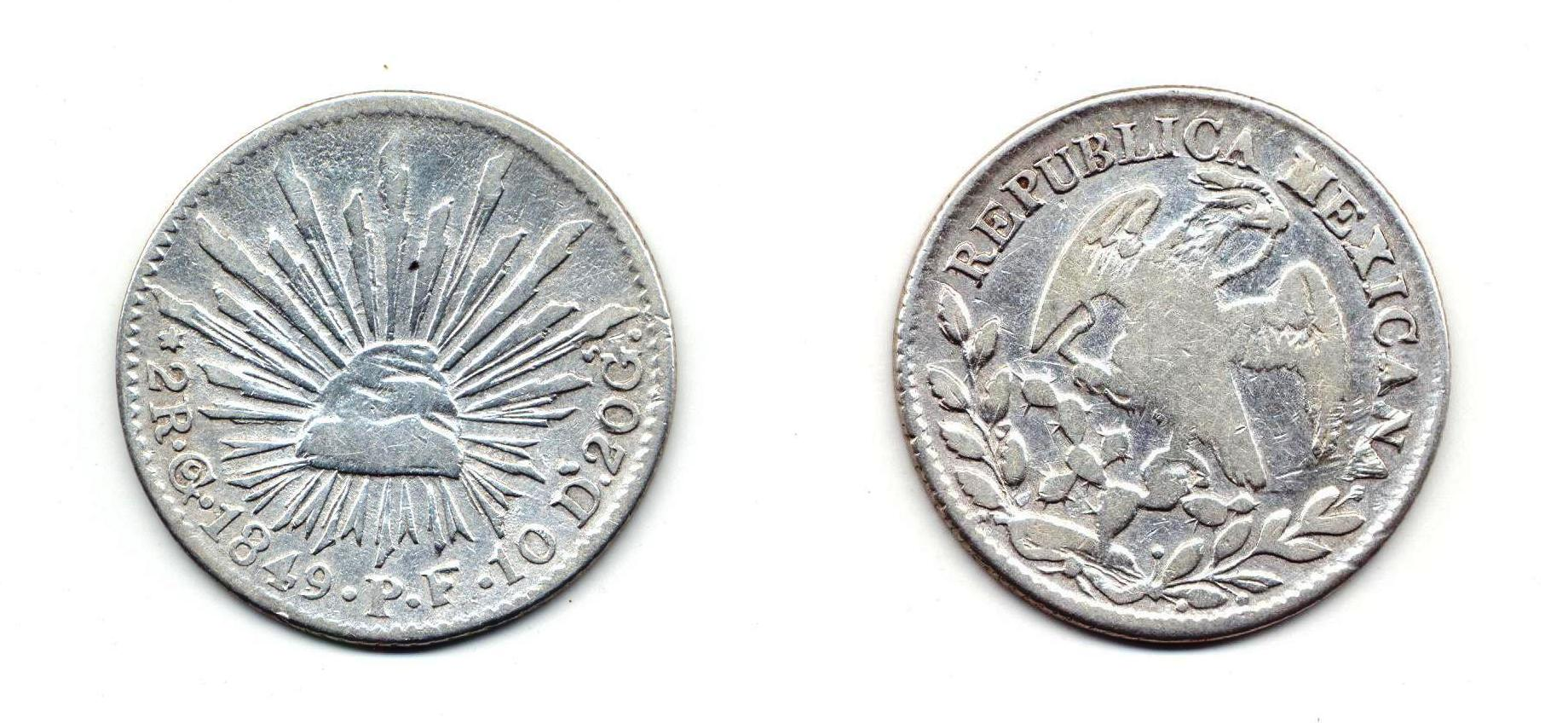
Pièce de 2 réaux (1849, argent, atelier de Guanajuato), verso/recto.

Avec l'adoption de la première constitution mexicaine en 1824, sont fondés les États-Unis du Mexique, une fédération républicaine, qui s'emploie à unifier et réguler sa monnaie.
Le réal mexicain est émis par la Casa de Moneda de México (es) (la Monnaie du Mexique), basée originellement à Mexico (M), ainsi que par d'autres ateliers monétaires, souvent proches des lieux d'extraction des métaux :  Alamos, Chihuahua, Culiacán, Durango, Guadalajara, Guanajuato, Hermosillo, Oaxaca, San Luis Potosi, Zacatecas, ainsi qu' Tlalpam à Catorce: Sont alors frappées des pièces en argent de 1/4, ½ réal, et de 1, 2, 4 et 8 réaux, ainsi que des pièces en or de ½, 1, 2, 4 et 8 escudos, certains ateliers ne frappant pas toutes les dénominations.
La première monnaie de cuivre est frappée à partir de 1829, pour une valeur de ¼ de réal.
Face à un manque de pièces subdivisionnaires en cuivre, la Monnaie mexicaine autorise des frappes régionales dans neuf ateliers, pour des valeurs de 1/16, ⅛ et ¼ de réal.
La mention « 10 D. 20 G. » que comportent les pièces en argent renvoie à l'ancien système de mesure du métal fin : 10 D soit dix douzièmes du denier (dineros) d'argent pur, et 20 G soit vingt grains (granos) pour 24 d'argent pur, correspondant au titrage moderne de 902,7 millièmes.
La nouvelle constitution de 1857, prévoit l'adoption du peso mexicain équivalent de 8 réaux, comme monnaie nationale, divisé en 100 centavos.
Les premières frappes commencent en 1863 sous la présidence d'Ignacio Comonfort, avec la 1 centavo Libertad en cuivre.
La fondation du Second Empire mexicain dirigé par Maximilien entre 1864 et 1867, installe un nouveau désordre monétaire, cependant que les monnaies impériales adopte le peso décimal sous la formes d'émissions : 1 centavo en cuivre ; 5, 10, 50 centavos et 1 peso en argent ; 20 pesos en or.

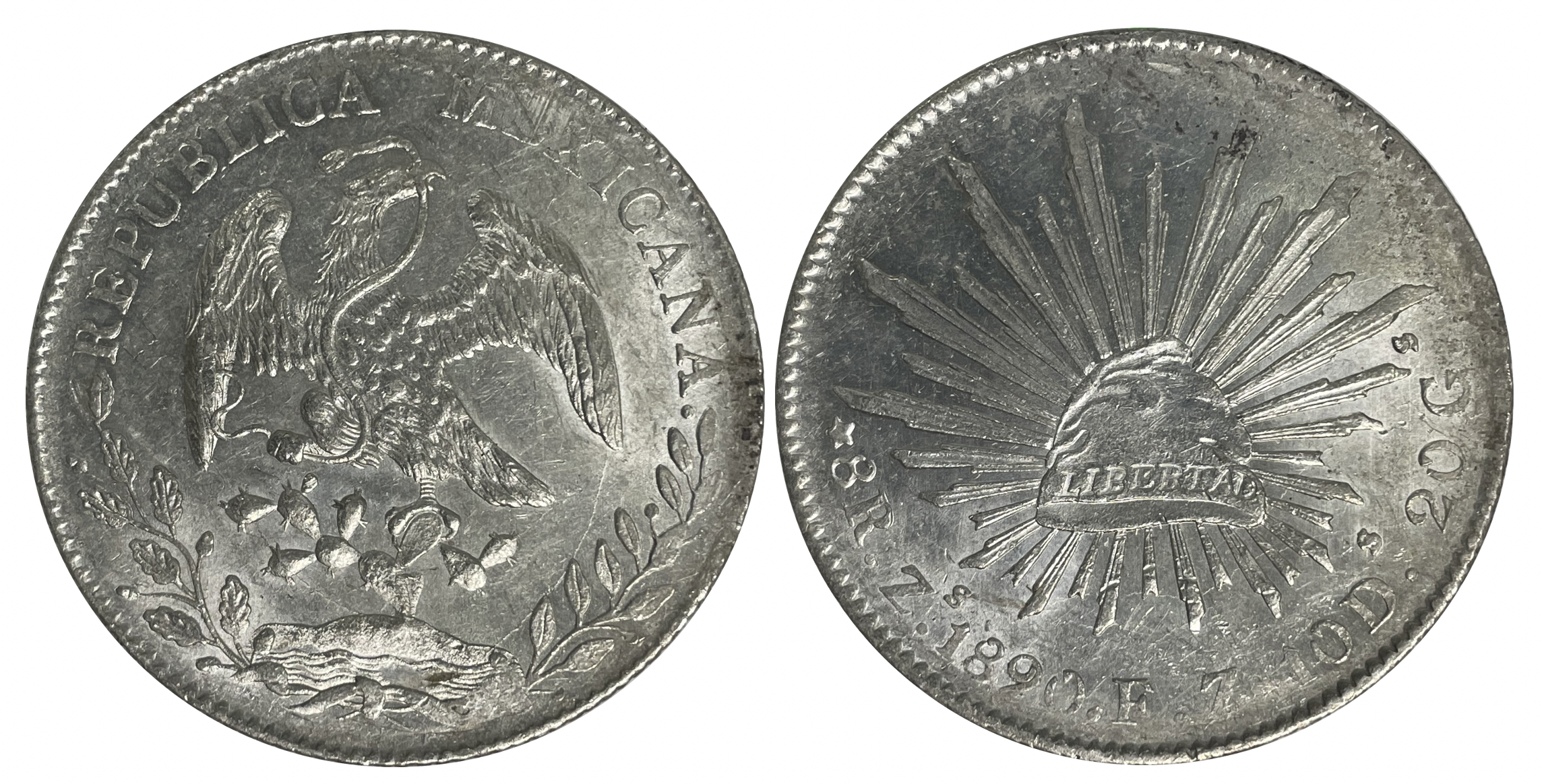
Pièce de 8 réaux (1890, atelier de Zacatecas), argent, recto/verso.

La pièce de 1 peso connaît sa première émission républicaine en 1869. Elle est du même poids que la pièce de 8 réaux, et de même titrage (27,067 4 g, à 902,7 millièmes). Elle est émise jusqu'en 1873, mais a eu peu de succès, en raison principalement de son diamètre inférieur, à l'export, notamment en Chine, où la pièce de 8 réaux circulait légalement.
Le réal mexicain devient après 1867 et jusqu'en 1897, à la fois une monnaie divisionnaire du peso et une monnaie équivalente ou conjointe, avec la pièce de 8 réaux laquelle est frappée jusqu'en 1897. Une grande partie est exportée vers la Chine où la pièce de 8 réaux et le peso mexicain auront cours légal jusqu'en 1949.

### Billets de banque
Après 1867, les émissions sont régionales, la Casa de de Moneda de México délègue son privilège à différents établissements privés comme la Banco de Londres Mexico y Sudamerica,.